# Herochroma usneata
Herochroma usneata là một loài bướm đêm trong họ Geometridae.